# Asclepias obovata
Asclepias obovata är en oleanderväxtart som beskrevs av Ell.. Asclepias obovata ingår i släktet sidenörter, och familjen oleanderväxter. Inga underarter finns listade i Catalogue of Life.